# 사왓디
사왓디(태국어: สวัสดี)는 태국어의 인사말이다. 일반적으로 '안녕하세요'라는 의미이며, 고맙습니다라는 의미는 없다. 시간에 관계없이 사용할 수 있다. 합장 (와이)과 함께 사용하는 경우가 많다. 합장과 함께 할 경우 먼저 아랫 사람이 인사를 한다. 아랫 사람이 인사를 하면 상사는 반드시 같은 인사에 대답하는 것이 예의이다.